# تاميريس
تاميريس كاسيا دياس دي بريتو (من مواليد 10 أكتوبر 1987)، والمعروفة باسم تاميريس، هي لاعبة كرة قدم برازيلية محترفة تلعب في مركز الظهير الأيسر مع نادي كورينثيانز باوليستا لكرة القدم للسيدات ومنتخب البرازيل لكرة القدم للسيدات، شاركت في نسختي كأس العالم أثناء فترة مثيلتها للمنتخب البرازيلي في كأس العالم للسيدات 2015 في كندا وفيها خرجت منتخب البرازيل من دور 16 من دور خروج المغلوب من قبل منتخب أستراليا لكرة القدم للسيدات، وبطولة كأس العالم للسيدات 2019 في فرنسا حيث تأهل المنتخب ثالث المجموعة الثالثة  وفيها خرجت منتخب البرازيل من دور 16 من دور خروج المغلوب من أمام منتخب فرنسا لكرة القدم للسيدات، بالإضافة إلى مشاركتها في دورة الألعاب الأولمبية الصيفية 2016.

## مسيرتها في النادي
في عام 2008، شاركت تاميرز في 10 مباريات في دوري الولايات المتحدة الأمريكية دوري الولايات المتحدة الأمريكية مع فريق شارلوت ليدي إيجلز، حيث كانت تلقب بـ "تام تام". انضمت إلى سنترو أوليمبيكو في عام 2013، بعد أن لعبت لصالح فرق برازيلية أخرى بما في ذلك سانتوس. في صيف عام 2015 وافقت على الانتقال إلى نادي فورتونا هيورينج ضمن دوري إيتيدتيفيجن الدنماركي.
في يونيو 2019، وافقت على عقد لمدة عام واحد مع كورينثيانز، الذي منحها  قميص رقم 37.

## مسيرتها الدولية

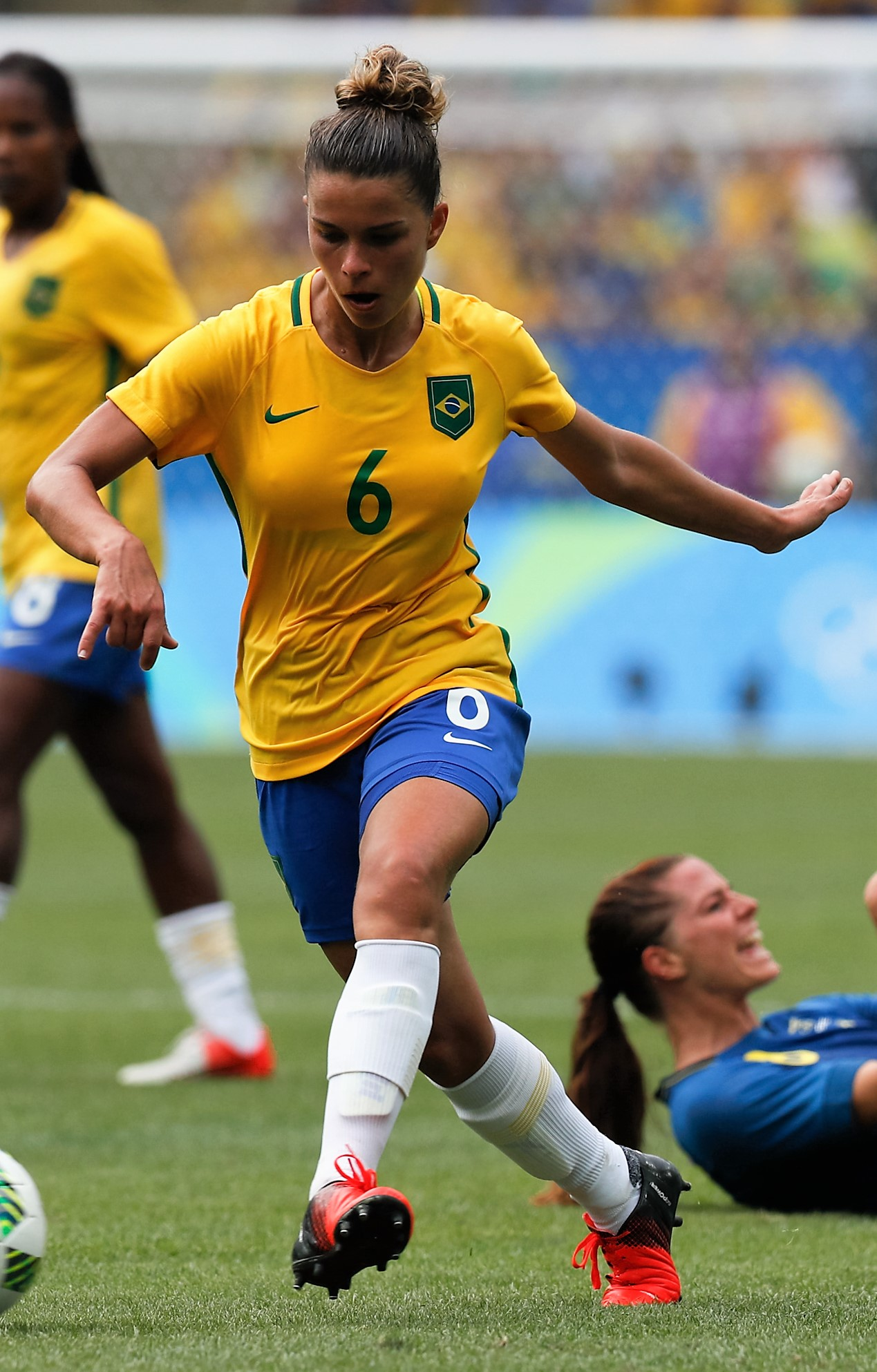
تاميريس في دورة الألعاب الأولمبية الصيفية 2016

لعب تاميريس لفريق ساو باولو المختار، الذي مثل البرازيل في كأس ملكة السلام 2006. ظهرت لأول مرة مع المنتخب الأول في سبتمبر 2013، ضد نيوزيلندا في كأس فاليه 2013 للسيدات. في مباراة البرازيل التالية، سجلت أول أهدافها مع المنتخب الوطني في الفوز على المكسيك بنتيجة 4-0. في بطولة كوبا أمريكا للسيدات 2014، سجلت تاميريس الهدف الخامس في فوز البرازيل على الأرجنتين بنتيجة 6-0. في فبراير 2015، تم إدراجها في برنامج إقامة مدته 18 شهراً يهدف إلى إعداد المنتخب الوطني للمشاركة في بطولة كأس العالم للسيدات 2015 في كندا والمشاركة في منافسات كرة القدم للسيدات في دورة الألعاب الأولمبية الصيفية 2016. في بطولة كأس العالم لكرة القدم للسيدات 2015، خسرت البرازيل 1-0 في الجولة الثانية أمام أستراليا. وبقيت تاميريس في كندا كجزء من التشكيلة البرازيلية في منافسات كرة القدم ضمن دورة الألعاب الأمريكية 2015 في تورنتو.
في يوليو 2015، تعرضت تاميريس لسرقة أثناء مغادرتها منزل والدتها في سانتو أندريه، ساو باولو، وسُرقت ميداليتها الذهبية في دورة الألعاب الأمريكية. قدّم لها الاتحاد البرازيلي لكرة القدم نسخة طبق الأصل من الميدالية.
تم اختيار تاميريس للانضمام إلى تشكيلة البرازيل في دورة الألعاب الأولمبية الصيفية 2016، وهي أول مشاركة لها في الألعاب الأولمبية. ظلت الخيار الأول للمنتخب الوطني في مركز الظهير الأيسر في كأس العالم للسيدات 2019 في فرنسا. حصلت على مباراتها رقم 100 في 12 ديسمبر 2019 ضد المكسيك.
تم استدعاء تاميريس إلى تشكيلة البرازيل لبطولة كوبا أمريكا للسيدات 2022، والتي فازت بها البرازيل. كما تم استدعاء تاميريس إلى تشكيلة البرازيل المشاركة في بطولة كأس العالم للسيدات 2023.
في 2 يوليو 2024، تم استدعاء تاميريس إلى تشكيلة البرازيل للمشاركة في منافسات كرة قدم في دورة الألعاب الأولمبية الصيفية 2024. حصلت على الميدالية الفضية مع المنتخب البرازيل بعد خسارته نهائي كرة القدم للسيدات من أمام منتخب الولايات المتحدة لكرة القدم للسيدات

## الأهداف الدولية
| هدف | التاريخ    | الموقع                  | الخصم        | تسجيل | النتيجة | المسابقة                 |
| --- | ---------- | ----------------------- | ------------ | ----- | ------- | ------------------------ |
| 1   | 2013-09-25 | سافييس، سويسرا          | المكسيك      | 4–0   | 4–0     | كأس فاليه 2013           |
| 2   | 2014-04-09 | بريسبان، أستراليا       | أستراليا     | 1–1   | 2–1     | مباراة ودية              |
| 3   | 2014-09-26 | سانجولكي، الإكوادور     | الأرجنتين    | 5–0   | 6–0     | كوبا أمريكا للسيدات 2014 |
| 4   | 2016-12-7  | ماناوس، البرازيل        | كوستاريكا    | 2–0   | 6–0     | تورنيو إنترناسيونال 2016 |
| 5   | 2019-10-8  | كيلس، بولندا            | بولندا       | 0–2   | 1–3     | مباراة ودية              |
| 6   | 2022-09-2  | جوهانسبرغ، جنوب أفريقيا | جنوب إفريقيا | 0–3   | 0–3     | مباراة ودية              |
| 7   | 2022-04-11 | نورمبرغ، ألمانيا        | ألمانيا      | 0–1   | 1–2     | مباراة ودية              |

## الإنجازات
نادي سانتوس
- الدوري الوطني : 2007
- بطولة باوليستا: 2007

سنترو أوليمبيكو
- الدوري البرازيلي: 2013

فورتونا هجورنج
- قسم النخبة: 2015-16، 2017-18
- كأس الدنمارك للسيدات: 2015–16، 2018–19

نادي كورنثوس
- كوبا ليبرتادوريس: 2019، 2021، 2023
- الدوري البرازيلي: 2020، 2021، 2022، 2023
- بطولة باوليستا: 2019، 2020، 2021، 2022، 2023
- كأس السوبر البرازيلي: 2022، 2023
- كوبا باوليستا: 2022

البرازيل
- الميدالية الفضية للألعاب الأولمبية الصيفية: 2024[17]
- كوبا أمريكا للسيدات: 2014، 2018، 2022
- جوجوس بان أمريكانوس: 2015

جوائز فردية
- فريق العقد للسيدات من الاتحاد الدولي لتاريخ وإحصاءات كرة القدم 2011-2020.[18]
- فريق العام في الدوري البرازيلي: 2019، 2020، 2021، 2022، 2023
- أجمل هدف في الدوري البرازيلي: 2019 و 2020
- أفضل لاعب في كوبا ليبرتادوريس: 2021
- أفضل لاعب في بطولة باوليستا برأي الجماهير: 2021
- تشكيلة الموسم لكأس ليبرتادوريس أمريكا الجنوبية: 2020 و2021
- جائزة بولا دي براتا 2021، 2022، 2024
- أفضل لاعب في نهائيات البطولة البرازيلية: 2023
- جائزة سامبا غولد: 2023

## حياتها الشخصية
لدى تاميريس ابن واحد، برناردو، من سيزار بريتو. وهي حاليًا على علاقة بالمغنية غابي فرنانديز.